# Kosmos 56
Kosmos 56 – radziecki satelita telekomunikacyjny wysłany wraz z bliźniaczymi Kosmos 54 i 55. Jedenasty statek typu Strzała.